# Juan José de Lezica
Juan José de Lezica Torrezuri y Alquiza (Buenos Aires, 1747 – Luján, 1811) è stato un politico spagnolo, nato e vissuto nel Vicereame del Río de la Plata.
Facoltoso commerciante di Buenos Aires, ricoprì importanti incarichi politici all'interno dell'amministrazione coloniale spagnola. Dopo esser stato nel 1807 tra gli organizzatori della resistenza all'invasione britannica, fu nominato alcalde di Buenos Aires e come tale ottenne dal viceré Baltasar Hidalgo de Cisneros la convocazione del cabildo del 22 maggio 1810, che sancì il corso della Rivoluzione di Maggio. Davanti a lui giurarono i membri della Prima Giunta.
Divenuto in breve tempo un oppositore del nuovo governo rivoluzionario, fu confinato nell'ottobre del 1810 a Luján, dove morì a novembre dell'anno successivo.